# Arsaces I của Parthia
Arsaces I là vị vua khai quốc của nhà Arsaces ở thế kỉ thứ III TCN, và sau này có khoảng 30 vị vua của Vương quốc Arsaces chính thức mang tên như vậy.
Thông tin về Arsaces I có được do những nguồn không chính thức của người Hy Lạp và La Mã và đều từ huyền thoại Arsaces (Arrian i, ghi chép lại bởi Photius I và Syncellus, và xi Strabo). Ngày sinh và mất của Arsaces là không rõ và cũng không biết được tên thật của ông.
Ngược lại, với trường hợp về sự phát triển sức mạnh của Arsaces lại được biết đến rất rõ. Khoảng 250 TCN, Andragoras, quan Tổng trấn Parthia, một tỉnh của Vương quốc Seleukos, tuyên bố sự độc lập của mình khỏi vua nhà Seleukos, và tạo ra một triều đình độc lập của ông ta. Vào khoảng cùng thời gian, Arsaces - người mà có nguồn gốc từ Scythia hoặc Đại Hạ (có lẽ là một Vương công của Đại Hạ)- được bầu làm lãnh đạo của Parni, một bộ lạc phía đông Iran. Cùng với tộc Parnis, Arsaces đã chiếm Astabene, ở miền bắc Parthia. Andragoras đã thiệt mạng trong nỗ lực của mình để phục hồi lại nó, và để lại cho người Parni kiểm soát phần còn lại của Parthia dễ dàng. Một cuộc chinh phục lại của Vương quốc Seleukos dưới thời Seleukos II đã không thành công và người Parni đã thành công khi bảo vệ được Parthia trong suốt phần đời còn lại của Arsaces.(Arsaces II mất nó vào năm 209 TCN vào tay Antiokhos III và dòng họ Arsaces trở thành chư hầu trong 25 năm tiếp theo).
Thời gian kế vị của vua kế Arsaces II cũng là không rõ, làm cho nó khó để phân biệt với vua khai quốc Arsaces. Từ huyền thoại và các nguồn khác có vẻ như là - ít nhất từ 246 TCN trở đi - em trai Arsaces, Tiridates I cũng đã cai trị với tên Arsaces hoặc đồng cai trị với ông. Sau đó, sau khi 211 TCN, khi một Arsaces khác được tìm thấy trên tiền đúc, hoặc là người em cai trị với tên Arsaces II hoặc là con trai của Arsaces (có thể là cháu). Kết hợp các thông tin khác, có thể Tiridates giết anh trai của ông cũng đã được đề nghị.
Arsaces I phát hành tiền xu từ đồng drachms bằng bạc tới đồng dichakloi bằng đồng. Hầu hết chúng mang những điểm giống với phong cách của các vua nhà Seleukos vào thời điểm này nhưng cũng có điểm khác. Dòng chữ phổ biến là ΑΡΣΑΚΟΥ ΑΥΤΟΚΡΑΤΟΡΟΣ, dịch như Arsaces Người chuyên quyền. Nhưng cũng có những biến thể khác.